# Léopard du Sinaï
Panthera pardus jarvisi
Pour les articles homonymes, voir Léopard et Panthère.
Répartition géographique
Sous-espèce
Statut de conservation UICN

PE  : Peut-être éteint
Statut CITES
Le Léopard du Sinaï (Panthera pardus jarvisi) est une sous-espèce de léopard. Il est considéré comme possiblement éteint.

## Description

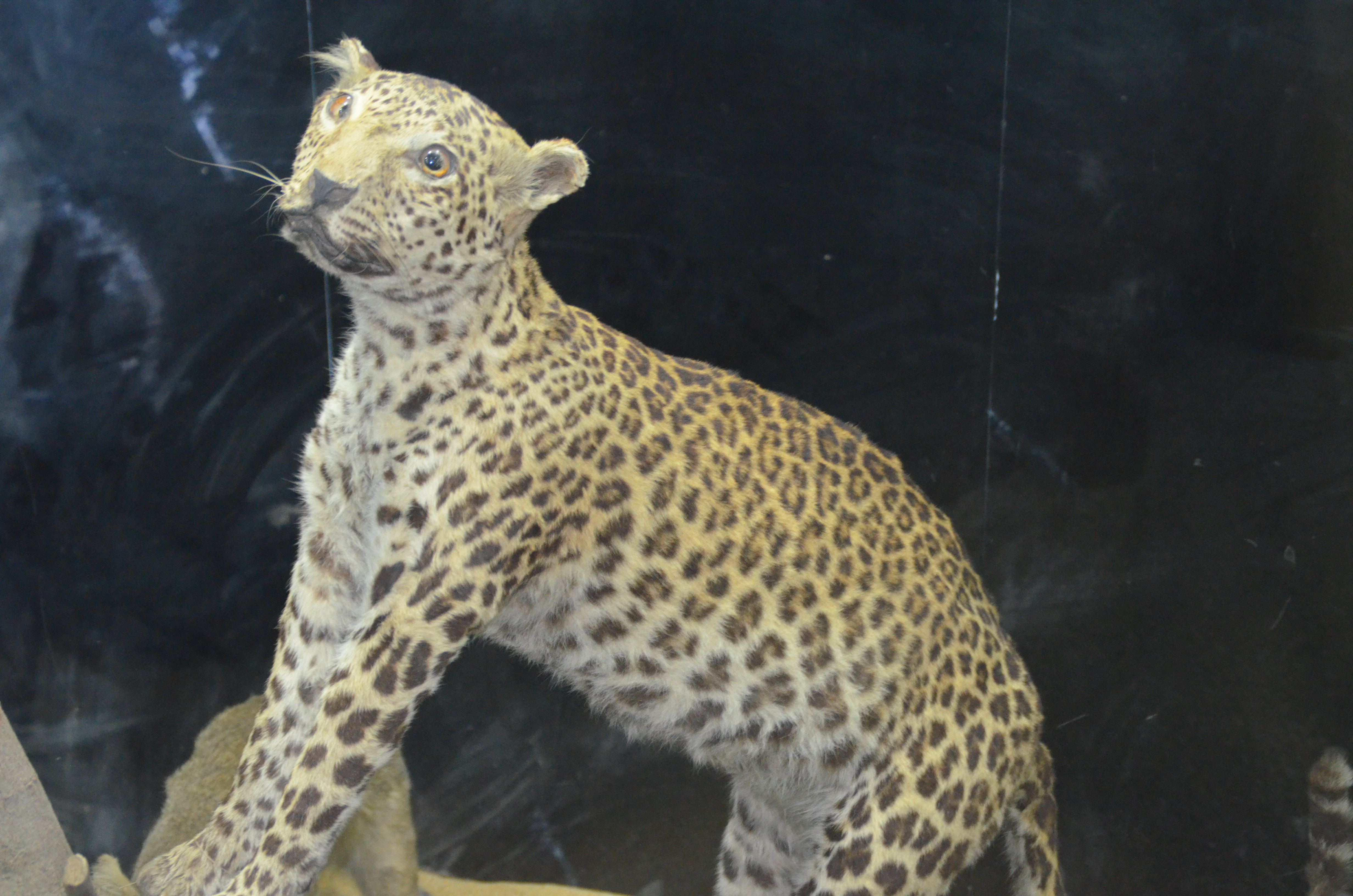
Léopard du Sinaï au musée

Il est un peu plus petit que le léopard d'Afrique et préfère chasser les oiseaux, les rats et les iris des rochers; cependant, si cela est possible, il peut aussi se nourrir de bouquetins et de petits bovins, et cette habitude a rendu furieux l'homme qui l'a persécuté et probablement exterminé; Cependant, il n'est pas considéré comme dangereux pour l'homme.
La fourrure du léopard du Sinaï est blanche avec des taches noires et des rosettes; vit ou a vécu dans la péninsule du Sinaï et dans les montagnes entourant la ville d'Eilat.
Les Bédouins (groupes tribaux) l'ont probablement chassé jusqu'à l'extinction. La présence de spécimens dans la nature est inconnue.

## Répartition
Il se trouvait dans la péninsule du Sinaï et en Israël.